# Moshi Moshi Harajuku
Albums de Kyary Pamyu Pamyu
Pamyu Pamyu Revolution
(23 mai 2012)
Singles
1. Pon Pon Pon
Sortie : 20 juillet 2011

Moshi Moshi Harajuku (もしもし原宿, trad : "allo Harajuku") est un mini-album de la chanteuse japonaise Kyary Pamyu Pamyu.

## Détails
Il est sorti le 17 août 2011 au Japon sur le label Unborde de Warner Music Group. Il atteint la 18e place du classement des ventes hebdomadaires de l'oricon, et reste classé pendant  27 semaines. Sort aussi une édition limitée de l'album avec un livret de photos en supplément.
Cet opus comprend six chansons, toutes écrites et composées par Yasutaka Nakata, le DJ du groupe Capsule. Le single digital Pon Pon Pon y est inclus (il figurera aussi sur l'album suivant Pamyu Pamyu Revolution en 2012), ainsi que Jelly, une reprise d'un titre de Capsule.

## Liste des titres
Toutes les chansons sont écrites et composées par Yasutaka Nakata.
| 1. | Kyary no March (きゃりーのマーチ)     | 1:07 |
| 2. | Cherry Bonbon (チェリーボンボン)      | 3:38 |
| 3. | Pon Pon Pon (PONPONPON)               | 4:02 |
| 4. | Chōdo Ii no (ちょうどいいの)          | 3:19 |
| 5. | Pinpon ga Nannai (ピンポンがなんない) | 4:44 |
| 6. | Jelly (reprise de Capsule)            | 4:32 |

| 7. | PONPONPON extended | 6:01 |